# NGC 1450
NGC 1450 é uma galáxia elíptica na direção da constelação de Eridanus. O objeto foi descoberto pelo astrônomo Lewis Swift em 1886, usando um telescópio refrator com abertura de 16 polegadas. Devido a sua moderada magnitude aparente (+14,1), é visível apenas com telescópios amadores ou com equipamentos superiores. 